# Taneli Mäkelä
Taneli Mäkelä (n. 10 martie 1959, Esbo, Finlanda) este un cântăreț finlandez.